# Бакэмоно
Обакэ (яп. お化け) и бакэмоно (яп. 化け物) — общее название для монстров, призраков или духов в японском фольклоре. Буквально означает «то, что меняется».
Обычно эти слова переводятся как «призрак», но в основном они относятся к живым или сверхъестественным существам, временно изменившим свою форму и, таким образом, отличающимся от духов умерших. Тем не менее иногда термин «обакэ» может использоваться и для призрака — юрэй (яп. 幽霊).
Настоящей формой бакэмоно может быть:
- животное — например, лисица (кицунэ), енотовидная собака (тануки), барсук, кошка (бакэнэко),
- дух растения (например, кодама),
- неживой объект, который обладает душой (цукумогами).

Бакэмоно обычно или притворяется человеком, или появляется в странной или устрашающей форме. В быту любое необычное появление может быть названо бакэмоно или обакэ вне зависимости от того, верит ли человек, что у существа действительно есть другая форма.